# 폴란드-스웨덴 동군연합

폴란드 국왕으로서 바사가의 문장.

폴란드-스웨덴 동군연합(폴란드어: Unia polsko-szwedzka, 스웨덴어: Svensk-polska unionen)은 폴란드 국왕이자 리투아니아 대공인 지그문트 3세 바사(스웨덴 이름 시기스문드 바사)가 1592년 스웨덴 국왕으로 즉위하면서 성립된 동군연합이다. 1599년 시기스문드 폐위전쟁으로 지그문트 3세가 스웨덴 왕위를 잃으면서 해소되었다.